# Aristida balansae
Aristida balansae är en gräsart som beskrevs av Johannes Jan Theodoor Henrard. Aristida balansae ingår i släktet Aristida och familjen gräs. Inga underarter finns listade i Catalogue of Life.